# Alice Winchester
Alice Winchester   (Chicago, 9 de desembre de 1907 - 9 de desembre de 1996) va ser una editora de revistes i historiadora de l'art estatunidenca.
Nascuda a Chicago, Winchester era filla d'un clergue congregacionalista. Va créixer a Concord (Massachusetts), i va ser educada l'Smith College. Després de graduar-se, va treballar breument al Chase National Bank de Nova York abans d'incorporar-se al personal de la revista Antiques, on el 1930 es va convertir en secretària d'Homer Eaton Keyes. Ell va morir l'octubre de 1938; al març següent Winchester va ser nomenada la seva successora com a editora. Es convertiria en una veu influent en el món del col·leccionisme d'antiguitats, publicant estudis d'historiadors i comissaris com Joseph Downs, Charles F. Montgomery, Marshall B. Davison, Irving W. Lyon i Helen Comstock. En el camp de l'art popular, va publicar treballs de Mabel M. Swan, Esther Stevens Brazer, E. Alfred Jones, Carl W. Dreppard, Jean Lipman i Nina Fletcher Little, entre d'altres; va dedicar números sencers de la revista al Museu Winterthur, el Colonial Williamsburg, el Museu Shelburne, el Greenfield Village, el Museu Henry Ford, l'Historic Deerfield i els museus Shaker de Hancock (Massachusetts) i Pleasant Hill (Kentucky). Antiques també va descriure col·leccionistes notables i els va entrevistar en les seves cases a la secció «Viure amb antiguitats». Quan es va retirar el 1972, Winchester va continuar publicant sobre el tema de l'art popular americà, escrivint sobre Jonathan Fisher i publicant dos llibres amb Jean Lipman.
També va treballar al Whitney Museum of American Art des del 1972 fins al 1974.
Durant la seva carrera va rebre la Medalla Smith College el 1968 i el Premi Henry Francis duPont per les Arts Decoratives del Museu Winterthur el 1990.
Una entrevista d'història oral amb Winchester, realitzada entre el 1993 i el 1995,es troba als Arxius d'Art Americà de la Smithsonian Institution. Els arxius també posseeixen una col·lecció dels seus escrits, donats el 1993.